# Wallace G. Wilkinson

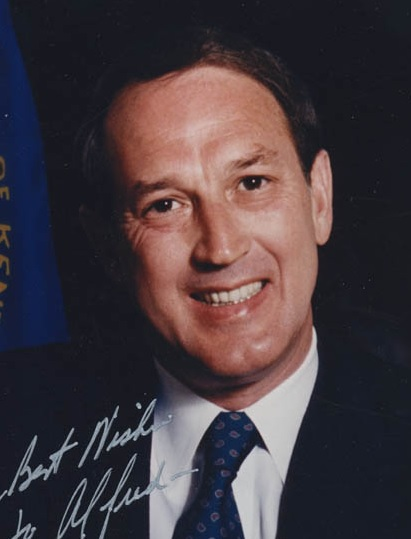

Wallace Glenn Wilkinson (* 12. Dezember 1941 im Casey County, Kentucky; † 5. Juli 2002 in Lexington, Kentucky) war ein US-amerikanischer Politiker und Gouverneur des Bundesstaates Kentucky.

## Frühe Jahre und politischer Aufstieg
Wilkinson besuchte die Liberty High School, die er 1959 abschloss. Es folgte ein Studium an der University of Kentucky. Noch während seines Studiums gründete er, zusammen mit seiner Frau Martha, die „Kentucky Paperback Gallery“ in Lexington. Das war zunächst ein kleiner Buchladen, der sich sehr bald zu einer großen Bücherei entwickelte, die in vielen Staaten der USA Filialen hatte. Im Lauf der Jahre erweiterte Wilkinson seine geschäftlichen Interessen auf den Ex- und Importhandel, den Immobilienmarkt, die Landwirtschaft, Banken und das Baugewerbe.

## Gouverneur von Kentucky
1987 bewarb sich Wilkinson als unbekannter Außenseiter bei der Demokratischen Partei um die Nominierung für das Amt des Gouverneurs von Kentucky. Dabei musste er sich innerhalb seiner Partei gegen die früheren Gouverneure Julian Carroll und John Y. Brown durchsetzen. Die eigentliche Wahl gewann er dann souverän gegen den Republikaner John R. Harper mit 64,9 % zu 35,1 % der Stimmen. Ein Schwerpunkt seiner am 8. Dezember 1987 begonnenen Amtszeit lag auf dem Bildungswesen. Damals wurde der „Kentucky Education Act“ erlassen, ein Gesetz zur Verbesserung des Bildungssystems. Gleichzeitig wurde eine staatliche Lotterie eingeführt, deren Erlöse ebenfalls dem Bildungswesen zugeführt wurden. Der Gouverneur förderte die wirtschaftliche Entwicklung des ländlichen Raums. Er setzte sich gegen Alkohol- und Drogenmissbrauch ein und befürwortete den Umweltschutz. Wilkinson war außerdem Mitglied mehrerer gemeinsamer Ausschüsse der Südstaaten, worin gemeinsame politische und wirtschaftliche Interessen diskutiert wurden. Eine angestrebte Verfassungsänderung für Kentucky wurde vom Repräsentantenhaus abgelehnt. Der Grund war die Amtszeit des Gouverneurs. Sein Vorschlag hätte zwei zusammenhängende Amtszeiten eines Gouverneurs erlaubt, was auch die Zustimmung der Abgeordneten gefunden hätte, aber Wilkinson bestand darauf, dass diese Klausel gleich für ihn gelten sollte. Das lehnte die Kammer ab. Als die nächsten Wahlen anstanden, versuchte daher seine Frau Martha eine Nominierung der Partei zu erringen. Dieser Versuch scheiterte bereits in den Vorwahlen.
Dieses Verhalten der Wilkinsons steht auch im Zusammenhang mit starken Differenzen zu seinem Vizegouverneur Brereton Jones. Die beiden Männer hatten ein sehr schlechtes persönliches Verhältnis und Wilkinson wollte durch eine zweite Amtszeit für sich oder durch seine Frau einen möglichen Wahlsieg von Jones verhindern. Am 10. Dezember 1991 endete seine Amtszeit und sein alter Gegner Jones wurde als sein Nachfolger vereidigt.

## Weiterer Lebenslauf
Seit Anfang der 1990er Jahre hatte Wilkinson sowohl gesundheitliche als auch finanzielle Probleme. Schon im März 1991 wurde bei ihm eine Lymphknotenerkrankung festgestellt. Seine ehemals gutgehenden Geschäfte, einschließlich der Bücherei, wurden insolvent und Wilkinson stand am Rande des Bankrotts. Sein Gesundheitszustand verschlechterte sich zusehends. Er starb schließlich am 5. Juli 2002. Mit seiner Frau Martha hatte er zwei Kinder.